# 南充縣
南充县，中国旧县名。在今四川省南充市市辖三区范围。

## 歷史
原为安汉县，属宕渠郡。开皇初年废宕渠郡。开皇十八年（598年），改县名为南充县，属巴西郡。唐朝武德初年，天下改郡为州，属隆州。武德四年（621年），以南充县和相如县置果州，同年，析置西充县。开耀元年（681年），析置流溪县。武周万岁通天二年（697年），又以南充县和相如县析置岳池县。
北宋熙宁六年（1073年），废流溪县为镇并入南充县。南宋绍兴二十七年（1157年），复为县。宝庆三年（1227年），升果州为顺庆府，仍为顺庆府治所。淳祐九年（1249年），徙治青居山。元朝时，属顺庆路，至元二十年（1283年），汉初县并入。明清时，仍属顺庆府。明朝洪武中，再度移治。清朝时，评价：冲、繁、难。
辛亥革命后，废县留府，顺庆府辖区仅余原南充县地。民国二年（1913年），府废，复置南充县。1949年11月，中国人民解放军第二野战军发起西南战役，逐渐占领四川全省。12月10日，二野十一军第32师94团，进入南充县城，中华民国政府对此地的管辖结束。1949年后，南充县属南充专区、南充地区，又于1950年析置南充市（县级）。1993年，设置地级南充市，以南充市（县级）、南充县设置顺庆区、高坪区和嘉陵区。